# Mitsubishi ATD-X
El Mitsubishi ATD-X Shinshin es un prototipo de avión de combate de quinta generación que utiliza tecnología furtiva. Está siendo desarrollado por el Instituto de Investigación Técnica y Desarrollo dependiente del Ministerio japonés de Defensa (ITDR) con fines de investigación. El contratista principal del proyecto es Mitsubishi Heavy Industries. Muchos consideran que este avión será el primer avión de combate japonés con tecnología furtiva. ATD-X es un acrónimo que significa "Advanced Technology Demonstrator – X". 
El nombre japonés de la aeronave sería 心 y remite entonces a las expresiones castellanas "mente" o "la mente", pero más libremente se puede interpretar como 'cerebro', 'el inteligente', 'cerebral' o similares. Sin embargo, si se toma la expresión fonética en español que es 'shinshin' y cuya grafía en japonés es しんしん , entonces se traduce como "Mente y cuerpo", lo cual parecería más adecuado.
El primer vuelo del avión se realizó el 22 de abril de 2016.

## Desarrollo

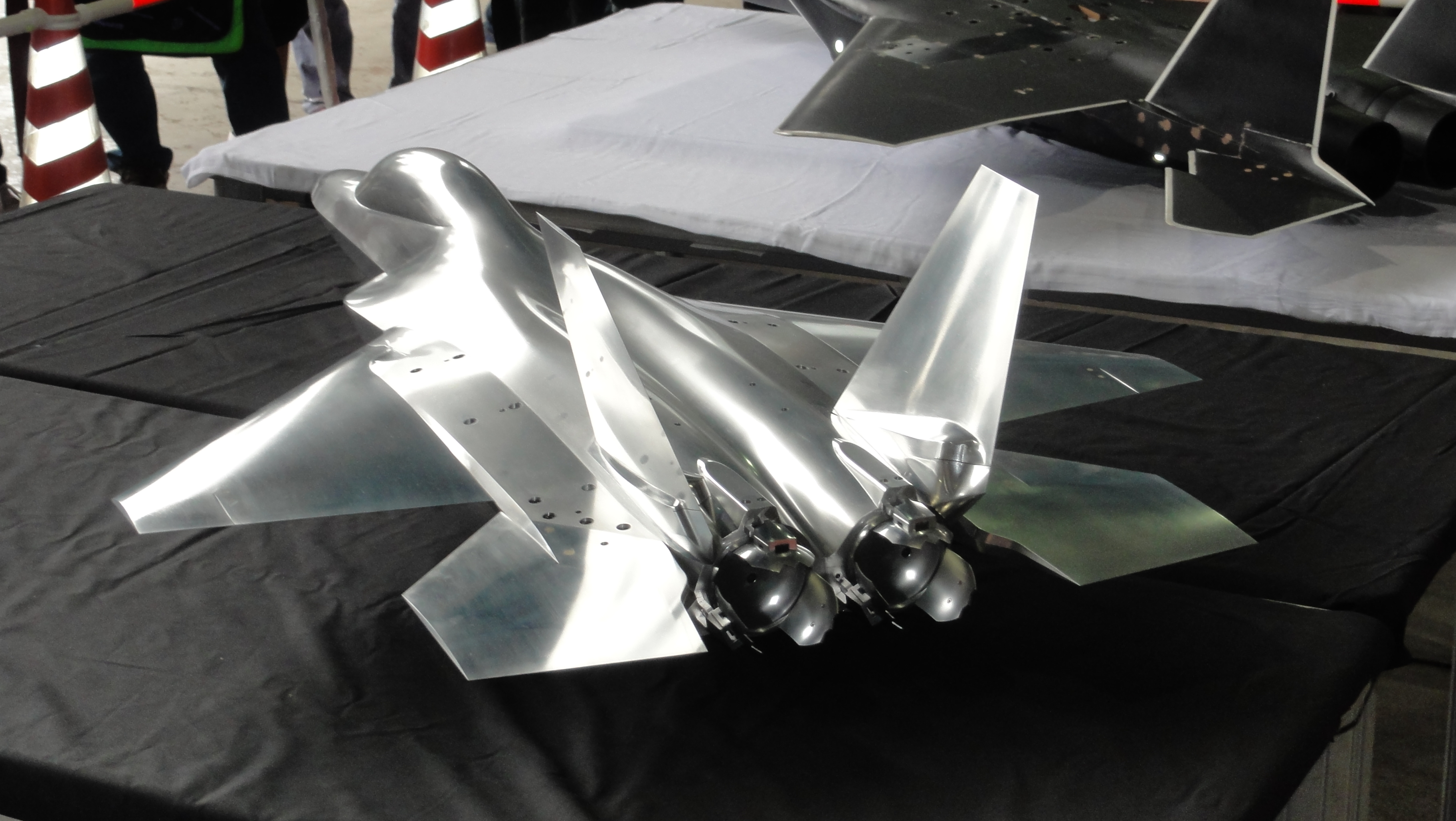
Vista trasera de la maqueta

Japón, que quiere reemplazar su envejecida flota de combate, también ha hecho propuestas a Washington sobre la posibilidad de comprar el caza con tecnología furtiva F-22 Raptor. Sin embargo, el Congreso de los EE. UU. en repetidas ocasiones ha prohibido la venta del avión a cualquier gobierno extranjero, en un intento de salvaguardar la tecnología avanzada del país, lo cual obliga a Japón a tener que desarrollar su propio avión furtivo. En 2005, una maqueta de la ATD-X se utilizó en Francia para estudiar su sección radar equivalente. En 2006, un modelo de radiocontrol a escala 1/5 hizo su primer vuelo para obtener datos sobre el rendimiento con altos ángulos de ataque, y para probar nuevos sensores y sistemas de control de vuelo autorreparables. Tras ello llegó la decisión del Ministerio de Defensa para seguir adelante con el proyecto por valor de varios miles de millones de yenes. Por lo tanto los desarrolladores empezaron a trabajar para realizar pruebas de vuelo, con la idea de comenzar su producción en alrededor de 10 años. Los informes también dicen que hubo una posible participación de la compañía estadounidense Lockheed Martin en el desarrollo de ATD-X. 
El primer prototipo del ATD-X fue presentado el 29 de enero de 2016, con la denominación militar X-2.
El X-2 realizó su primer vuelo el 22 de abril de 2016 despegando desde el aeródromo de Nagoya y aterrizando en la base aérea de Gifu después de un vuelo de 26 minutos.
En junio de 2017, la Fuerza Aérea de Autodefensa de Japón recibió el primer F-35 ensamblado en Japón, siendo el primer caza de tecnología furtiva de Japón.

## Diseño

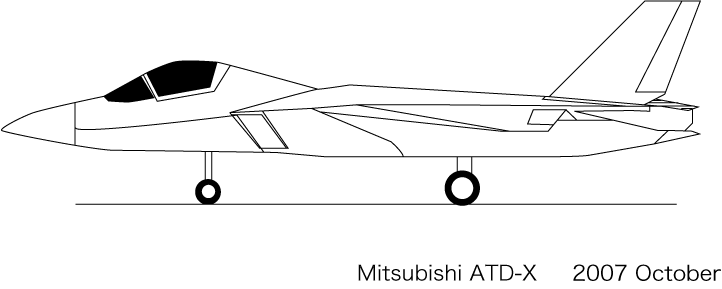
Dibujo del Mitsubishi ATD-X en 2007.

El diseño de la aeronave refleja el de varios de los aviones caza estadounidenses de cuarta y quinta generación, sobre todo el F-22 Raptor. El ATD-X se puede utilizar como un prototipo demostrador de tecnología y para investigación y desarrollo con el fin de determinar si las tecnologías de avanzada para un caza japonés de quinta generación son viables; este es un modelo de tamaño 1/3 para estudios, antes que un avión completo de escala 1:1 sea posible que pase a producción.
El avión también cuenta con capacidad de empuje vectorial 3D. El empuje vectorial en este caso está controlado por el uso de tres palas deflectoras en la tobera del motor, de un modo similar al sistema utilizado en el Rockwell X-31. En el ATD-X, el motor que va montado colineal al eje longitudinal del vehículo, pero con capacidad de empuje vectorial, se está desarrollando para el modelo de producción a escala completa. Sin embargo, hacemos notar que los deflectores montados en la tobera del prototipo parecen quedar al descubierto y esto podría tener un ligero efecto adverso sobre las características de sigilo de la aeronave. 
Una de las características del ATD-X es que posee un sistema de control de vuelo mediante cables de fibra óptica, lo que permite la transferencia de datos más rápidamente y con inmunidad a las perturbaciones electromagnéticas.
Su radar activa una matriz de lectura óptica (AESA) denominado «multifunción de RF Sensor ', cuyo objetivo es darle una agilidad de amplio espectro que incluye capacidades de contramedidas electrónicas (ECM), medidas de apoyo electrónico (ESM), funciones de comunicación y, posiblemente, incluso ciertas funciones de armas.
Otra característica será la llamada "Capacidad de Autorreparación de Control de Vuelo" (自己修復飛行制御機能), que permitirá a la aeronave detectar automáticamente las fallas o daños en sus superficies de control de vuelo, y la posibilidad de uso de las superficies de control restantes, recuperando en consecuencia la capacidad para mantener el vuelo controlado. 
Las FDJ informaron que presentaron un requerimiento de información de posibilidades de desarrollo para motores en las gamas desde 10 000 a 20 000 libras de impulso para los prototipos. Por su parte la firma Ishikawajima-Harima Heavy Industries es capaz, según información interna no confirmada, capaz de proporcionar ya los citados motores con suficiente capacidad para el combate pleno.

## Especificaciones (ATD-X)

### Características generales
- Tripulación: 1
- Longitud: 14,174 metros
- Envergadura: 9,099 metros
- Altura: 14,8 pies (5 m)
- Peso vacío: 13 toneladas
- Peso cargado: 28.659 libras
- Planta motriz:   .

### Rendimiento
- Alcance: km
- Radio de acción: km
- Alcance en combate: km
- Alcance en ferry: km
- Techo de vuelo: desconocido